# Las Guayabas, Sinaloa
Las Guayabas är en ort i Mexiko.   Den ligger i kommunen Choix och delstaten Sinaloa, i den västra delen av landet, 1 200 km nordväst om huvudstaden Mexico City. Las Guayabas ligger 320 meter över havet och antalet invånare är 166.
Terrängen runt Las Guayabas är huvudsakligen kuperad, men åt nordväst är den platt. Las Guayabas ligger nere i en dal. Runt Las Guayabas är det mycket glesbefolkat, med 7 invånare per kvadratkilometer. Närmaste större samhälle är Agua Caliente Grande, 5,1 km nordväst om Las Guayabas. I omgivningarna runt Las Guayabas växer huvudsakligen savannskog.